# 布朗灣
66°17′S 110°33′E / 66.283°S 110.550°E
布朗灣（英語：Brown Bay）是南極洲的海灣，位於威爾克斯地，處於貝利半島，美國海軍在1946年拍攝該海灣的空中照片，以首席工程師命名，現時由南極條約體系管理。